# 2020 aux Émirats arabes unis
Cet article présente les faits marquants de l'année 2020 aux Émirats arabes unis.

## Évènements
- 4 mai : à cause de la pandémie de covid-19, l'ouverture de l'Exposition universelle de 2020 est décalée au 1er octobre 2021[1].
- 5 mai : la Tour Abbco, à Charjah, est détruite par un incendie, au moins 9 blessés[2].
- 20 juillet : la sonde émirati Al-Amal ("Espoir") est tirée à bord du lanceur japonais H-IIA depuis la Base de lancement de Tanegashima pour aller orbiter autour de Mars en février 2021 (pour les cinquante ans de l'unification des Émirats Arabes Unis) afin de la cartographier et étudier son atmosphère[3] ; il s'agit à la fois de la première d'une vague de missions non-habitées envoyée vers Mars par plusieurs pays en 2020-2021[3], et de la première mission spatiale menée par un pays arabe vers Mars[4].
- 13 août : un accord de paix est conclu avec Israël.